# ゲインズ郡 (テキサス州)
ゲインズ郡（ゲインズぐん、英: Gaines County）は、アメリカ合衆国テキサス州の西部に位置する郡である。2010年国勢調査での人口は17,526人であり、2000年の14,467人から21.1%増加した。郡庁所在地はセミノール市（人口6,430人）であり、同郡で人口最大の都市でもある。ゲインズ郡は1846年に設立され、郡名はテキサス独立宣言に署名した商人ジェイムズ・ゲインズに因んで名付けられた。ゲインズ郡は州内に30ある禁酒郡（ドライ）の1つである。

## 地理
アメリカ合衆国国勢調査局に拠れば、郡域全面積は1,503平方マイル (3,892.8 km2)であり、このうち陸地1,502平方マイル (3,890.2 km2)、水域は1平方マイル (2.6 km2)で水域率は0.03%である。

### 主要高規格道路
- アメリカ国道62号線
- アメリカ国道180号線
- アメリカ国道385号線
- テキサス州道83号線
- テキサス州道214号線

### 隣接する郡
- ヨーカム郡 - 北
- テリー郡 - 北
- ドーソン郡 - 東
- マーティン郡 - 南東
- アンドリューズ郡 - 南
- リー郡 (ニューメキシコ州) - 西

## 人口動態
以下は2000年の国勢調査による人口統計データである。
| 基礎データ - 人口: 14,467人 - 世帯数: 4,681 世帯 - 家族数: 3,754 家族 - 人口密度: 4人/km2（10人/mi2） - 住居数: 5,410軒 - 住居密度: 1軒/km2（4軒/mi2） 人種別人口構成 - 白人: 80.28% - アフリカン・アメリカン: 2.28% - ネイティブ・アメリカン: 0.76% - アジア人: 0.15% - 太平洋諸島系: 0.01% - その他の人種: 14.17% - 混血: 2.35% - ヒスパニック・ラテン系: 35.77% 年齢別人口構成 - 18歳未満: 35.0% - 18-24歳: 9.5% - 25-44歳: 26.8% - 45-64歳: 18.4% - 65歳以上: 10.3% - 年齢の中央値: 30歳 - 性比（女性100人あたり男性の人口） - 総人口: 97.0 - 18歳以上: 94.0 | 世帯と家族（対世帯数） - 18歳未満の子供がいる: 45.3% - 結婚・同居している夫婦: 67.7% - 未婚・離婚・死別女性が世帯主: 8.8% - 非家族世帯: 19.8% - 単身世帯: 18.2% - 65歳以上の老人1人暮らし: 8.6% - 平均構成人数 - 世帯: 3.07人 - 家族: 3.53人 収入と家計 - 収入の中央値 - 世帯: 30,432米ドル - 家族: 34,046米ドル - 性別 - 男性: 29,5808米ドル - 女性: 16,996米ドル - 人口1人あたり収入: 13,088米ドル - 貧困線以下 - 対人口: 21.7% - 対家族数: 17.3% - 18歳未満: 29.2% - 65歳以上: 15.7% |

## メディア
ゲインズ郡では週2回発効される新聞「セミノール・センティネル」1紙があり、AMとFMのラジオ各1局が放送されている。

## 都市と町
- デンバーシティ、大半はヨーカム郡内
- ループ、未編入の町
- シーグレイブス
- セミノール - 郡庁所在地